# دندی وارهولز

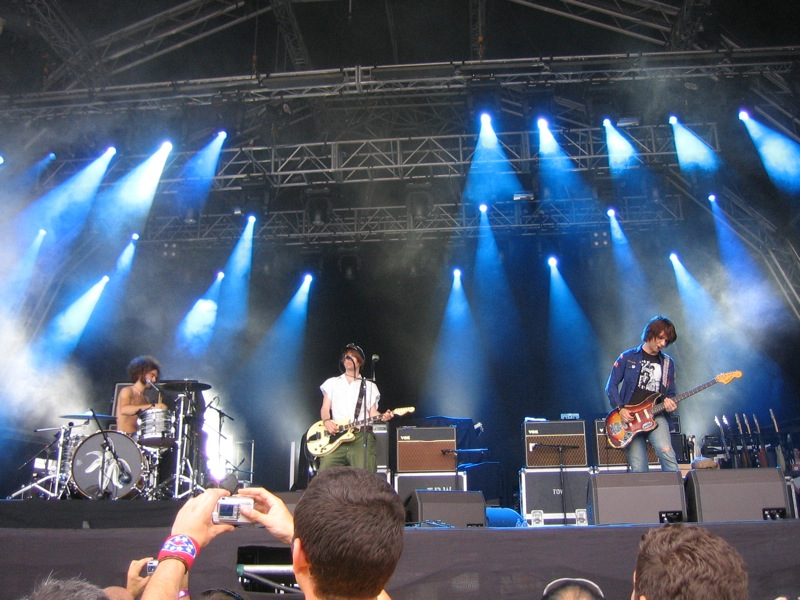

د دندی وارهالز (به انگلیسی: The Dandy Warhols) نام یک گروه راک آمریکایی است. این گروه اهل پورت‌لند در اورگن بوده و در در ۱۹۹۳ تأسیس شد.
نام این گروه برگرفته از نام اندی وارهال هنرمند آمریکایی است. از آهنگ‌های این گروه در ۲۴ (مجموعه تلویزیونی) و سکس و شهر نیز استفاده شده.
از آهنگ‌های پرطرفدار این گروه می‌توان به موارد زیر اشاره کرد:
- We Used to be Friends
- The Last High